# Perú en los Juegos Paralímpicos
Perú en los Juegos Paralímpicos está representado por el Comité Nacional Paralímpico Peruano. Perú hizo su debut en los Juegos Paralímpicos en la edición de 1972 en la ciudad de Heidelberg, con una delegación compuesta por un único competidor, José Gonzáles, que participó en natación.
Las primeras medallas para Perú llegaron en los Juegos Paralímpicos de Toronto 1976. Teresa Chiappo ganó la primera medalla de oro Paralímpica peruana tras vencer a la canadiense Diane Pidskalny en Para tenis de mesa D. En esos juegos Teresa Chiappo obtuvo la medalla de bronce en lanzamiento de jabalina D y José Gonzáles obtuvo la medalla de bronce en la prueba de 100 metros espalda 5.
Desde los Juegos Paralímpicos de Atlanta 1996 el país ha participado en todas las ediciones de los juegos. En su historial, cuenta con 5 medallas de oro, 1 medalla de plata y 4 medallas de bronce. El deportista peruano más ganador es el nadador Jimmy Eulert con cinco medallas (2 de oro, 1 de plata y 2 de bronce). Perú no ha participado en ninguna edición de los Juegos Paralímpicos de Invierno.

## Juegos Paralímpicos de Verano

### Medallero
| Sede                | Atletas      | Oro          | Plata        | Bronce       | Total        | Posición     |
| ------------------- | ------------ | ------------ | ------------ | ------------ | ------------ | ------------ |
| Heidelberg 1972     | 1            | 0            | 0            | 0            | 0            | -            |
| Toronto 1976        | 2            | 1            | 0            | 2            | 3            | 29           |
| Arnhem 1980         | No participó | No participó | No participó | No participó | No participó | No participó |
| Nueva York 1984     | No participó | No participó | No participó | No participó | No participó | No participó |
| Seúl 1988           | No participó | No participó | No participó | No participó | No participó | No participó |
| Barcelona 1992      | No participó | No participó | No participó | No participó | No participó | No participó |
| Atlanta 1996        | 3            | 1            | 0            | 0            | 1            | 50           |
| Sídney 2000         | 4            | 1            | 1            | 0            | 2            | 47           |
| Atenas 2004         | 5            | 0            | 0            | 2            | 2            | 71           |
| Pekín 2008          | 3            | 0            | 0            | 0            | 0            | -            |
| Londres 2012        | 1            | 0            | 0            | 0            | 0            | -            |
| Río de Janeiro 2016 | 6            | 0            | 0            | 0            | 0            | -            |
| Tokio 2020          | 9            | 1            | 0            | 0            | 1            | 59           |
| París 2024          | 13           | 1            | 0            | 0            | 1            | 65           |
| Total               | 47           | 5            | 1            | 4            | 10           |              |

### Medallas por deporte
| Deporte       | Oro | Plata | Bronce | Total |
| ------------- | --- | ----- | ------ | ----- |
| Atletismo     | 0   | 0     | 1      | 1     |
| Natación      | 2   | 1     | 3      | 6     |
| Tenis de mesa | 1   | 0     | 0      | 1     |
| Taekwondo     | 2   | 0     | 0      | 2     |

### Medallistas paralímpicos
Los deportistas peruanos que han conquistado una medalla en las competiciones deportivas realizadas en los Juegos Paralímpicos son:
| Deportista             | Disciplina    | Edición      |   |   |   | Total |
| ---------------------- | ------------- | ------------ | - | - | - | ----- |
| José González Mugaburu | Natación      | Toronto 1976 | 0 | 0 | 1 | 1     |
| Teresa Chiappo         | Atletismo     | Toronto 1976 | 0 | 0 | 1 | 2     |
| Teresa Chiappo         | Tenis de mesa | Toronto 1976 | 1 | 0 | 0 | 2     |
| Jimmy Eulert           | Natación      | Atlanta 1996 | 1 | 0 | 0 | 5     |
| Jimmy Eulert           | Natación      | Sídney 2000  | 1 | 1 | 0 | 5     |
| Jimmy Eulert           | Natación      | Atenas 2004  | 0 | 0 | 2 | 5     |
| Angélica Espinoza      | Taekwondo     | Tokio 2020   | 1 | 0 | 0 | 2     |
| Angélica Espinoza      | Taekwondo     | París 2024   | 1 | 0 | 0 | 2     |